# Vlastenecká unie (Lichtenštejnsko)
Vlastenecká unie (německy: Vaterländische Union, zkr. VU) je středopravicová, křesťanskodemokratická a konzervativní politická strana v Lichtenštejnsku. Jejím šéfem je Jakob Büchel a se svými 12 poslanci tvoří absolutní většinu v parlamentu za legislativní období 2009-2013.
Strana také ze svého středu volí předsedu vlády a dva poradce pro stávající období.